# 구서 나들목
구서 나들목(Guseo IC)은 부산광역시 금정구 구서동에 설치된 경부고속도로의 1번 나들목이다. 경부고속도로의 기점은 구서 나들목에서 부산방향으로 0.60 km 떨어진 지점에 있다. 번영로를 통해 부산 시내로 진출할 수 있다.

## 연혁
- 1969년 12월 29일 : 경부고속도로 대구 ~ 부산 구간 개통에 따라 영업 개시[1]

## 접속하는 도로
- 부산광역시도 제11호선 (번영로)
- 국도 제7호선 (중앙대로)
- 금정로